# Ministerie van Onderwijs, Cultuur en Wetenschap

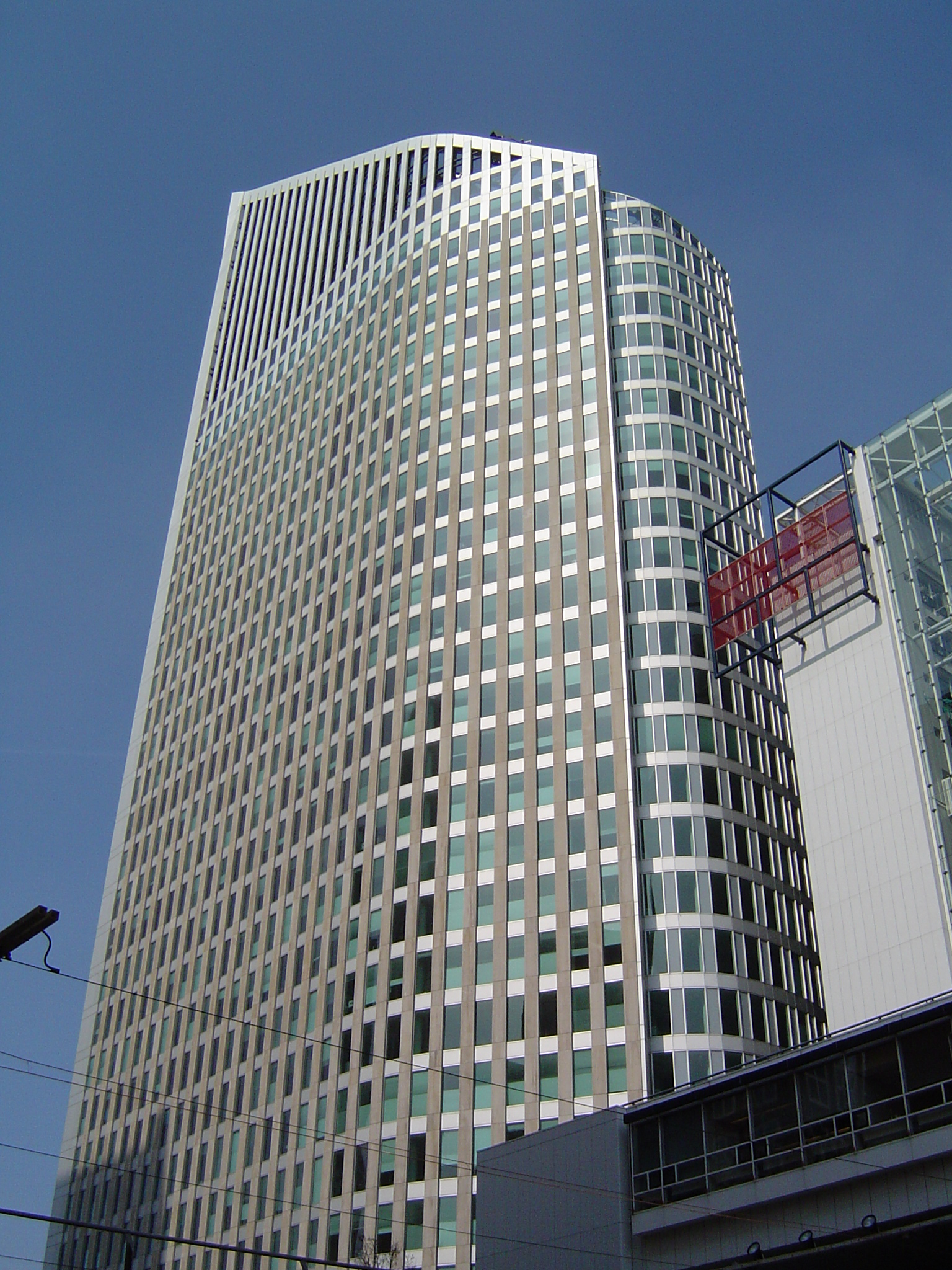
Der Hoftoren in Den Haag, Sitz des Ministeriums

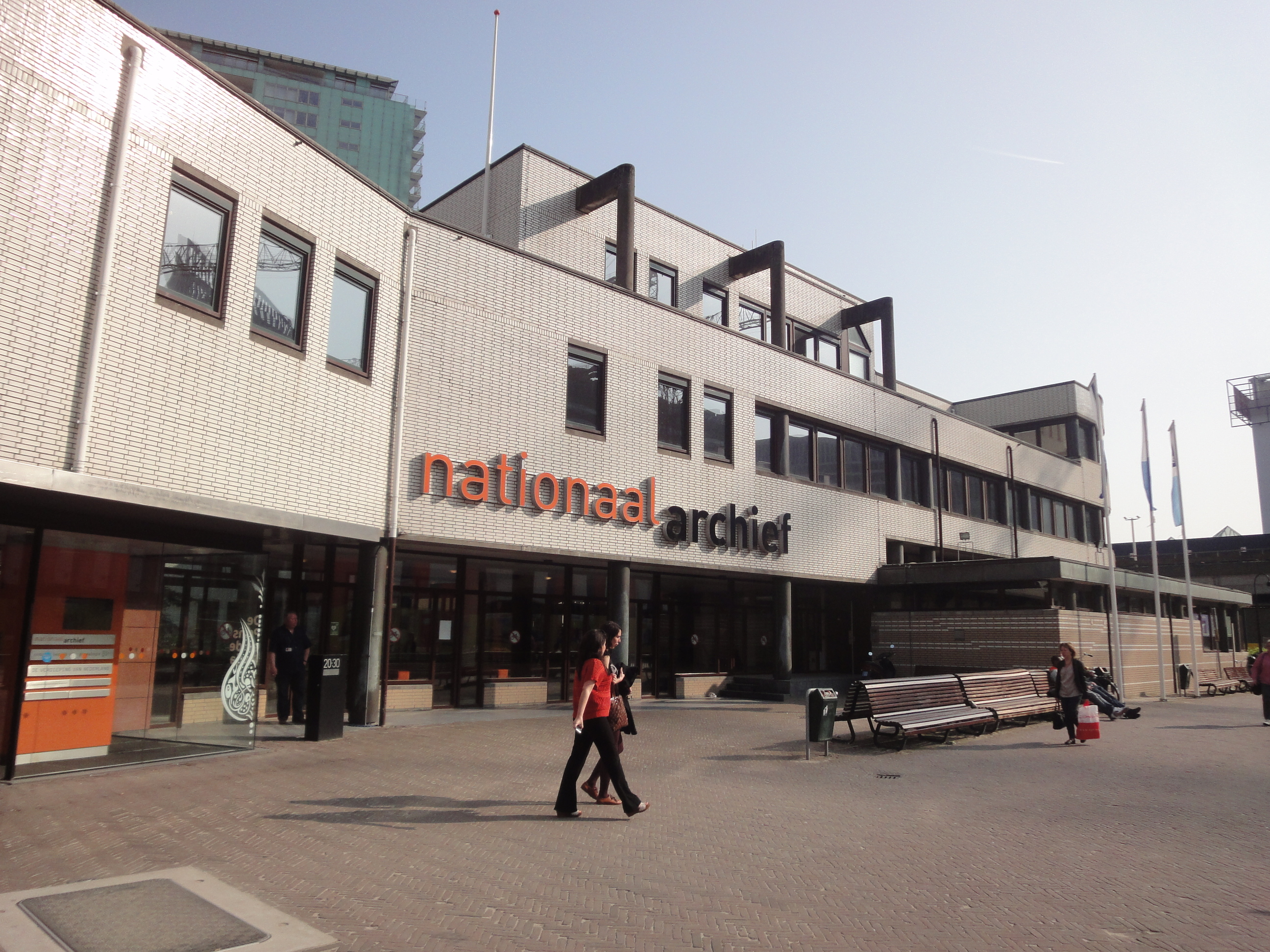
Das Nationaal Archief in Den Haag

Das Ministerie van Onderwijs, Cultuur en Wetenschap (kurz: OCW, deutsch: Ministerium für Bildung, Kultur und Wissenschaft) ist das Ministerium der Niederlande, das für Bildungs-, Kultur- (einschließlich Medien) und Wissenschaftspolitik (einschließlich Hochschulbildung) verantwortlich ist. Darüber hinaus ist das Ministerium seit 2012 für die Emanzipationspolitik zuständig.
Seit dem Antritt des Kabinetts Schoof am 2. Juli 2024 ist Eppo Bruins (NSC) Minister für Bildung, Kultur und Wissenschaft. Staatssekretärin am Departement ist Mariëlle Paul (VVD), zuständig für Primar- und Sekundarschulbildung sowie Emanzipation.
Das Ministerium ist Nachfolger des Ministeriums für Bildung, Kunst und Wissenschaften (OK&W, 1918–1965), des Ministeriums für Kultur, Erholung und Sozialarbeit (CRM, 1965–1982) und des Ministeriums für Bildung und Wissenschaften (O&W, 1965–1994).

## Geschichte
Rund 1800, während der Herrschaft der Franzosen, erhielten die Niederlande eine zentral organisierte Staatsverwaltung. Die Bildung war zunächst einer der Schwerpunktbereiche des Ministeriums für Inneres. Auch für die Bereiche Kunst und Wissenschaften existierten eigene Abteilungen innerhalb des Innenministeriums. Im Jahr 1798 wurde eine Agentur für „nationale Bildung, einschließlich der Medizin, die Bildung der nationalen Moral und die Förderung der öffentlichen Schulbildung sowie der Künste und Wissenschaften“ errichtet.
Mit der Verfassung von 1917 kam der politische Streit über die „Schulfrage“ zu einem Ende; einer staatlichen Finanzierung der religiösen Schulen wurde zugestimmt. Daraufhin wurde die Errichtung eines eigenen Ministeriums für Bildung als notwendig angesehen; die Errichtung geschah am 25. September 1918. Der erste Minister für Bildung war Johannes Theodoor de Visser (1918–1922 und 1922–1925). Gleichzeitig, im Jahr 1919, wurde der Bildungsrat (Onderwijsraad) als beratendes Gremium eingerichtet.
Das Ministerium befasste sich auch mit der Regierungspolitik auf dem Gebiet von Kunst und Wissenschaft. Nur in der Zeit von 1965 bis 1994 wurden Kunst und Kultur anderswo untergebracht; in dieser Zeit gehörte die Kulturpolitik zu Bereichen wie Erholung, Soziale Arbeit und Gemeinwohl.

## Organisation
Das Ministerium hat drei Generaldirektionen mit ihren jeweiligen Direktionen:
- Primar- und Sekundarschulbildung (DGPV)
  - Primarschulbildung
  - Sekundarschulbildung

- Hochschulbildung, Berufliche Bildung, Wissenschaft und Emanzipationspolitik (DGHBWE)
  - Berufliche Bildung
  - Emanzipation
  - Hochschulbildung und Ausbildungsförderung
  - Wissenschaftspolitik

- Kultur und Medien (DGCM)
  - Kulturelles Erbe und Kunst
  - Medien und Kulturwirtschaft
  - Internationale Politik

Dem Ministerium unterstehen einige Diensten und Räte:
- Dienst Uitvoering Onderwijs (Umsetzungsdienst für Bildung)
- Inspectie van het Onderwijs (Inspektorat für Bildung )
- Rijksdienst voor het Cultureel Erfgoed (Amt für kulturelles Erbe)
- Inspectie Overheidsinformatie en Erfgoed (Inspektorat für Regierungsinformationen und Kulturerbe)
- Nationaal Archief (Nationalarchiv)
- Onderwijsraad (Bildungsrat)
- Adviesraad voor wetenschap, technologie en innovatie (Beirat für Wissenschaft, Technologie und Innovation)
- Raad voor Cultuur (Rat für Kultur)